# Kościół w Levide
Kościół w Levide – świątynia należąca do diecezji Visby Kościoła Szwecji. Znajduje się w południowo-zachodniej części Gotlandii.

## Architektura
Kościół w dużej mierze prezentuje styl romański. Przypuszcza się, że niektóre części świątyni (np. fragmenty prezbiterium) wzorowane były na katedrze w Visby. Najstarszą częścią kościoła jest prezbiterium z absydą, pochodzące z końca XII wieku. Nawa datowana jest na początki XIII wieku, a wieża na połowę tego samego stulecia. Jedyną częścią kościoła spoza ram średniowiecza jest zakrystia. Świątynia była restaurowana w latach 1902-1903 oraz 1956-1957.

## Wnętrze

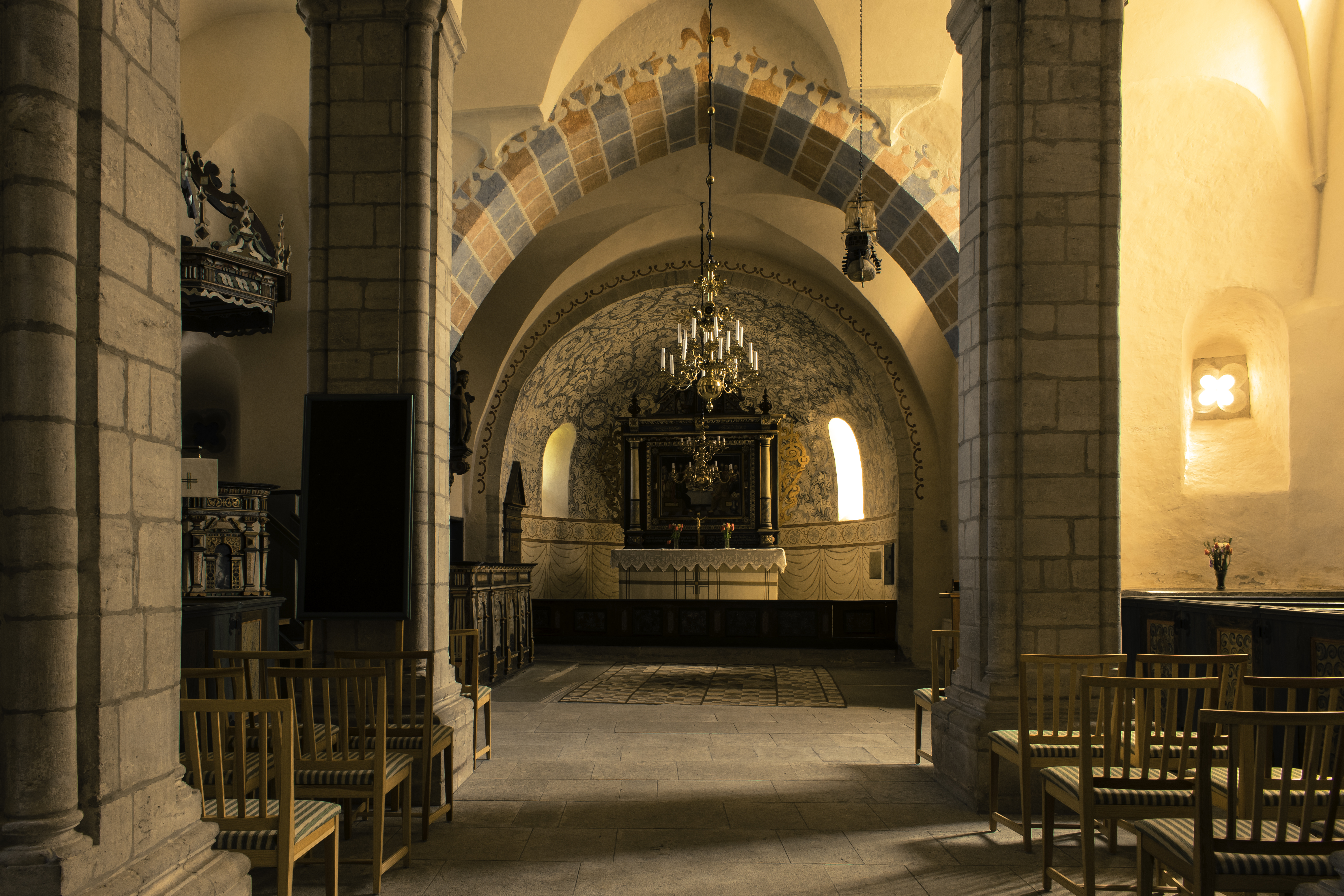
Wnętrze

Wnętrze nawy podzielone jest czterema masywnymi filarami. Widać tu wpływy architektury niemieckiej. Południową ścianę wnętrza zdobią freski pochodzące prawdopodobnie z połowy XV wieku i przypisywane Mistrzowi Męki Pańskiej. Przedstawiają one apostołów i różnych świętych, wśród nich Ansgara czy Brygidę Szwedzką. Ponadto znaleźć tu można kilka malowideł o charakterze czysto dekoracyjnym, prawdopodobnie z XIII wieku.
Spośród innego wyposażenia na uwagę zasługują:
- krzyż procesyjny z XIV wieku;
- ołtarz Johana Bartscha z lat 1662-1663;
- chrzcielnica z piaskowca z 1662 roku;
- epitafium z piaskowca z 1682 roku;
- statek wotywny z 1748 roku.